# Annaba
Annaba (arab. عنّابة, dawniej: Bône, w starożytności: Hippona, łac. Hippo Regius) – miasto w północno-wschodniej Algierii, nad Morzem Śródziemnym.
W 1987 roku miasto miało 306 000 mieszkańców, a w 2003 roku według niektórych danych liczba mieszkańców przekroczyła milion osób.

## Historia
Miasto zostało założone już w starożytności, przez Fenicjan. Hippona była jednym z ważniejszych miast Numidii. W latach 396-430 biskupem miasta był święty Augustyn.
Po 18-miesięcznym oblężeniu zostało zdobyte przez Wandalów w roku 431 i było ich stolicą do roku 439. W 534 zostało odzyskane przez wojska cesarstwa wschodniorzymskiego. Pozostało częścią Bizancjum do zdobycia przez Saracenów w 698 roku.
W 1975r. został założony uniwersytet.

## Gospodarka
Jest to jeden z ważnych ośrodków przemysłowych Algierii. W mieście rozwinął się przemysł chemiczny, spożywczy, włókienniczy, metalowy oraz hutniczy. W mieście działa międzynarodowy port lotniczy.

## Komunikacja
Annaba jest portem wywozu surówki i stali, fosforytów i artykułów rolniczych. Miasto jest także węzłem dróg. W okolicach miasta znajduje się międzynarodowy port lotniczy.

## Turystyka
Miasto jest kąpieliskiem i ośrodkiem turystycznym. Można tam zwiedzić zabytkowe meczety, takie jak Said Abu Marwan zbudowany w 1035 roku. Zabytkami są także kasba i fragmenty murów miejskich. Poza miastem zwiedzić można ruiny rzymskiego miasta, gdzie w szczególności zachowały się ruiny forum, teatru i wielkich term z I wieku oraz fragmenty bazyliki starochrześcijańskiej.

## Miasta partnerskie
- Bizerta
- Jekaterynburg
- Saint-Étienne
- Tunis